# Grupa Imker
Grupa „Imker” (niem. Gruppe "Imker") – naziemna część niemieckiego Legionu Condor walczącego w latach 1936–1939 w hiszpańskiej wojnie domowej po stronie gen. Francisco Franco.
Po wybuchu w Hiszpanii wojny domowej pomiędzy republikanami i nacjonalistami w poł. lipca 1936 r., strona nacjonalistyczna otrzymała największą pomoc militarną od Włoch i III Rzeszy. Wojska gen. F. Franco wsparł m.in. Legion „Kondor”, którego komponentem naziemnym była tzw. Gruppe „Imker” pod dowództwem płk. Wilhelma Rittera von Thomy. Składała się z dwóch szkoleniowych kompanii pancernych (później trzech), wyposażonych w 41 lekkich czołgów PzKpfw I A, kompanii transportowej, kompanii warsztatowej, pododdziału przeciwpancernego i łączności. Część pancerna Grupy „Imker” nosiła nazwę Panzergruppe „Drohne”. Jej personel przybył do Hiszpanii na pocz. października 1936 r. Rekrutował się spośród żołnierzy 6 Pułku Pancernego „Neuruppin” ze składu 3 Dywizji Pancernej. Niemcy mieli za zadanie wyszkolić hiszpańskich oficerów i żołnierzy w zakresie broni pancernej i przeciwpancernej oraz miotaczy płomieni (ośrodki szkoleniowe w Casarrubuelos i Oropesa), artylerii (Brisiesca), moździerzy (Kordoba), ochrony przed atakami gazowymi (Salamanka) i łączności (Monasterio) oraz taktyki piechoty (Toledo). Po przeprowadzeniu tego Hiszpanie przejęli czołgi, zaś z Niemiec przybyła kolejna partia Panzerkampfwagen I. Ogółem do Hiszpanii trafiło 132 PzKpfw I A i PzKpfw I B. Pułkownik W. R. von Thoma często wizytował front, np. podczas ofensywy sił nacjonalistycznych na Madryt w listopadzie 1936 r. (patrz: Bitwa o Madryt), w której uczestniczyły niemieckie czołgi. Brały one udział w większości kampanii wojsk gen. F. Franco. Dowódca Gruppe „Imker” miał jednak negatywną opinię o swoich czołgach, natomiast bardzo chwalił sowieckie T-26, które – jako zdobyczne czołgi – włączył w pewnej ilości do swojej formacji. Podobno miał on oferować po 500 peset za każdy przejęty T-26. Część PzKpfw I została zmodernizowana w hiszpańskich fabrykach, np. poprzez zainstalowanie działka 45 mm ze zdobycznych T-26. Po zakończeniu działań wojennych w marcu 1939 r., Legion „Kondor” wraz z Grupą „Imker” powróciły do Niemiec, gdzie zostały rozwiązane. Generał W. R. von Thoma od 8 czerwca tego roku służył w sztabie generalnym w Berlinie.